# Myriam Sarachik
Myriam P. Sarachik (Amberes, Bélgica, 8 de agosto de 1933 - Nueva York, Estados Unidos, 7 de octubre de 2021) fue una física estadounidense. Fue profesora emérita emérita de Física la Universidad de la Ciudad de Nueva York desde 1995. Estuvo especializada en la física experimental física de la materia condensada a bajas temperaturas.

## Biografía
Nació en Amberes en Bélgica. Durante su infancia, vivió algunos años en La Habana. Luego se trasladó a Estados Unidos y continuó su educación en Nueva York en un liceo científico del El Bronx. En 1954, se graduó del Barnard College. En 1957, obtuvo una maestría universitaria en ciencias en la Universidad de Columbia y en los años 1960 sostiene su tesis de doctorado en esta misma universidad .

### Carrera
Después de su doctorado, entre como investigadora asociada al laboratorio de investigación Watson de IBM Research y da cursos de la tarde en la Universidad de la Ciudad de Nueva York (UCNY). Es nombrada luego miembro del equipo técnico a los Laboratorios Bell a Murray Hill en Nueva Jersey.
En septiembre de 1964, está nombrada profesora adjunta en la UCNY. En 1971, resulta profesora a tiempo lleno. En 1995, está nombrada profesora emérita. En 2003, es electa presidenta de la sociedad estadounidense de física.
En 2008, fue elegida al consejo de administración de la Academia Nacional de Ciencias de Estados Unidos.
Sus investigaciones implican la superconductividad, las aleaciones metálicas desordenados, las transiciones metal que aísla en los semiconductores dopados, el transporte por salto de los sólidos y el efecto túnel de los nanoimanes.
Es defebnsora de los derechos humanos de los científicos. Es miembro y presidenta de la Comisión Internacional sobre la libertad de las científicas de la American Physical Society. Es igualmente miembro del comité de los derechos del hombre de los Científicos  de la Academia de Ciencias de Nueva York y del consejo de administración del Committee of Concerned Scientists.
Es miembro de la Academia Nacional de Ciencias de Estados Unidos, de la Academia Estadounidense de las Artes y las Ciencias, de la American Physical Society, de la Asociación Estadounidense para el Avance de la Ciencia y de la Academia de Ciencias de Nueva York.

## Premios
- Premio de Excelencia del alcalde de Nueva York en Matemáticas, Física y Ciencias de la ingeniera (1996)
- Premio L'Oréal-UNESCO a Mujeres en Ciencia (2005)
- Premio Oliver-E.-Buckley de la Sociedad Estadounidense de Física (2005)
- Doctorado honoris causa del Amherst College (2006)